# Гарфилд (Вашингтон)
Гарфилд (енгл. Garfield) град је у америчкој савезној држави Вашингтон. По попису становништва из 2010. у њему је живело 597 становника.

## Демографија
Према попису становништва из 2010. у граду је живело 597 становника, што је 44 (6,9%) становника мање него 2000. године.
| Група             | 2000.       | 2010.       |
| Белци             | 625 (97,5%) | 569 (95,3%) |
| Афроамериканци    | 0 (0,0%)    | 1 (0,2%)    |
| Азијати           | 1 (0,2%)    | 0 (0,0%)    |
| Хиспаноамериканци | 2 (0,3%)    | 14 (2,3%)   |
| Укупно            | 641         | 597         |